# Filmjahr 1974
Liste der Filmjahre

◄◄ | ◄ | 1970 | 1971 | 1972 | 1973 | Filmjahr 1974 | 1975 | 1976 | 1977 | 1978 | ► | ►►

Weitere Ereignisse

## Ereignisse
- 05. Dezember: Die letzte Folge von Monty Python’s Flying Circus wird auf BBC Two ausgestrahlt.
- 29. Dezember: In Japan wird die 52. und letzte Folge der Anime-Fernsehserie Heidi ausgestrahlt.
- Mit Erdbeben kommt der erste im Sensurround-Verfahren (Mehrkanalmagnettonverfahren zur Wiedergabe besonders tiefer Töne) produzierte Film in die Kinos.
- Technicolor stellt sein berühmtes Dye-Transfer-Verfahren ein.
- Robert Redford schafft es, mit drei Filmen in den amerikanischen Top Ten vertreten zu sein, dies gelang zuletzt 1949 Bing Crosby.

## Top 10 der erfolgreichsten Filme

### In Deutschland
Die zehn erfolgreichsten Filme an den deutschen Kinokassen nach Besucherzahlen (Stand: 24. November 2018):
| Platz           | Filmtitel                                       | Besucher  |
| --------------- | ----------------------------------------------- | --------- |
| 1.              | Der Clou                                        | 6.525.000 |
| 2.              | Robin Hood                                      | 6.048.000 |
| 3.              | Der Exorzist                                    | 5.291.000 |
| 4.              | James Bond 007 – Der Mann mit dem goldenen Colt | 4.500.000 |
| 5.              | Zwei wie Pech und Schwefel                      | 4.200.000 |
| 6.              | Emmanuelle                                      | 4.000.000 |
| 7.              | Ein Mann sieht rot                              | 3.600.000 |
| 8.              | Sie nannten ihn Plattfuß                        | 2.634.000 |
| 9.              | Chinatown                                       | 2.300.000 |
| 10.             | Die Filzlaus                                    | 1.750.000 |
| Kinostarts 1974 |                                                 |           |

### In den USA
Die zehn erfolgreichsten Filme an den US-amerikanischen Kinokassen nach Einspielergebnis.
| Platz | Filmtitel               | Einspielergebnis in US-Dollar |       |
| ----- | ----------------------- | ----------------------------- | ----- |
| 1.    | Flammendes Inferno      | 50.000.000                    | [ 2 ] |
| 2.    | Der wilde wilde Westen  | 45.200.000                    | [ 2 ] |
| 3.    | Frankenstein Junior     | 38.800.000                    | [ 2 ] |
| 4.    | Erdbeben                | 36.300.000                    | [ 2 ] |
| 5.    | The Trial of Billy Jack | 31.100.000                    | [ 3 ] |
| 6.    | Der Pate – Teil II      | 30.700.000                    | [ 2 ] |
| 7.    | Giganten am Himmel      | 25.800.000                    | [ 2 ] |
| 8.    | Die härteste Meile      | 23.000.000                    | [ 2 ] |
| 9.    | Ein Mann sieht rot      | 22.000.000                    | [ 4 ] |
| 10.   | Der Mann in den Bergen  | 21.895.000                    | [ 5 ] |

## Filmpreise

### Golden Globe Awards 1974
Am 28. Januar findet im Beverly Hilton Hotel in Los Angeles die Golden-Globe-Verleihung statt.
- Bestes Drama: Der Exorzist von William Friedkin
- Bestes Musical/Komödie: American Graffiti von George Lucas
- Bester Schauspieler (Drama): Al Pacino in Serpico
- Beste Schauspielerin (Drama): Marsha Mason in Zapfenstreich
- Bester Schauspieler (Musical/Komödie): George Segal in Mann, bist du Klasse!
- Beste Schauspielerin (Musical/Komödie): Glenda Jackson in Mann, bist du Klasse!
- Bester Nebendarsteller: John Houseman in Zeit der Prüfungen
- Beste Nebendarstellerin: Linda Blair in Der Exorzist
- Bester Regisseur: William Friedkin für Der Exorzist
- Beste Musik: Neil Diamond für Die Möwe Jonathan
- Cecil B. DeMille Award: Bette Davis

### Oscarverleihung 1974
Die Oscarverleihung findet am 2. April im Dorothy Chandler Pavilion in Los Angeles statt.
- Bester Film: Der Clou von George Roy Hill
- Bester Hauptdarsteller: Jack Lemmon in Save the Tiger
- Beste Hauptdarstellerin: Glenda Jackson in Mann, bist du Klasse!
- Bester Regisseur: George Roy Hill für Der Clou
- Bester Nebendarsteller: John Houseman in Zeit der Prüfungen
- Beste Nebendarstellerin: Tatum O’Neal in Paper Moon
- Beste Kamera: Sven Nykvist für Schreie und Flüstern
- Beste Kostüme: Edith Head für Der Clou
- Bester Song und beste Musik: Marvin Hamlisch für So wie wir waren
- Bester fremdsprachiger Film: Die amerikanische Nacht von François Truffaut
- Ehrenoscar: Henri Langlois und Groucho Marx

### Internationale Filmfestspiele von Cannes 1974
Das Festival beginnt am 9. Mai und endet am 24. Mai. Die Jury unter Präsident René Clair vergibt folgende Preise:
- Goldene Palme: Der Dialog von Francis Ford Coppola
- Bester Schauspieler: Jack Nicholson in Das letzte Kommando
- Beste Schauspielerin: Marie-José Nat in Die Geigen des Balls

### Internationale Filmfestspiele Berlin 1974
Das Festival beginnt am 21. Juni und endet am 2. Juli. Die Jury vergibt folgende Preise:
- Goldener Bär: Duddy will hoch hinaus von Ted Kotcheff
- Jury Spezial Preis: Der Uhrmacher von St. Paul von Bertrand Tavernier

### Deutscher Filmpreis
- Bester Film: Der Fußgänger von Maximilian Schell
- Beste Regie: Roland Klick für Supermarkt
- Beste Hauptdarstellerin: Brigitte Mira für Angst essen Seele auf
- Bester Hauptdarsteller: Walter Kohut für Supermarkt und Gustav Rudolf Sellner für Der Fußgänger

### Society of Film and Television Arts Awards
- Bester Film: Die amerikanische Nacht von François Truffaut
- Beste Regie: François Truffaut für Die amerikanische Nacht
- Bester Hauptdarsteller: Walter Matthau für Peter und Tillie und Der große Coup
- Beste Hauptdarstellerin: Stéphane Audran für Der diskrete Charme der Bourgeoisie und Vor Einbruch der Nacht
- Bester Nebendarsteller: Arthur Lowe für Der Erfolgreiche
- Beste Nebendarstellerin: Valentina Cortese für Die amerikanische Nacht

### Étoile de Cristal
- Bester Film: Befreiung aus der Ehe von Yannick Bellon
- Bester Darsteller: Philippe Noiret in Der Uhrmacher von St. Paul
- Beste Darstellerin: Juliet Berto und Dominique Labourier in Céline und Julie fahren Boot
- Bester ausländischer Film: Akira Kurosawa für sein Gesamtwerk
- Bester ausländischer Darsteller: Paul Newman und Robert Redford in Der Clou
- Beste ausländische Darstellerin: Olimpia Carlisi in Die Mitte der Welt (Le milieu du monde)

### New York Film Critics Circle Award
- Bester Film: Amarcord von Federico Fellini
- Beste Regie: Federico Fellini für Amarcord
- Bester Hauptdarsteller: Jack Nicholson in Chinatown und Das letzte Kommando
- Beste Hauptdarstellerin: Liv Ullmann in Szenen einer Ehe
- Bester Nebendarsteller: Charles Boyer in Stavisky
- Beste Nebendarstellerin: Valerie Perrine in Lenny

### National Board of Review
- Bester Film: Der Dialog von Francis Ford Coppola
- Beste Regie: Francis Ford Coppola für Der Dialog
- Bester Hauptdarsteller: Gene Hackman in Der Dialog
- Beste Hauptdarstellerin: Gena Rowlands in Eine Frau unter Einfluß
- Bester Nebendarsteller: Holger Löwenadler in Lacombe, Lucien
- Beste Nebendarstellerin: Valerie Perrine in Lenny
- Bester fremdsprachiger Film: Amarcord von Federico Fellini

### BRAVO OttoLeserwahl
- Kategorie – männliche Filmstars: Gold Jan-Michael Vincent, Silber Roger Moore, Bronze Terence Hill
- Kategorie – weibliche Filmstars: Gold Uschi Glas, Silber Jane Seymour, Bronze Ali MacGraw

### Weitere Filmpreise und Auszeichnungen
- AFI Life Achievement Award: James Cagney
- David di Donatello: Amarcord, Brot und Schokolade (Bester italienischer Film) und Jesus Christ Superstar (Bester ausländischer Film)
- Deutscher Kritikerpreis: Ottokar Runze
- Directors Guild of America Award: George Roy Hill für Der Clou, Charlie Chaplin (Lebenswerk)
- Ernst-Lubitsch-Preis: Mario Adorf und Edgar Reitz für Die Reise nach Wien
- Evening Standard British Film Award: Ryans Tochter von David Lean
- Internationales Filmfestival Karlovy Vary: Romanze für Verliebte von Andrei Kontschalowski
- Louis-Delluc-Preis: Die Ohrfeige von Claude Pinoteau
- Nastro d’Argento: Amarcord von Federico Fellini und Schreie und Flüstern von Ingmar Bergman
- National Society of Film Critics Award: Die amerikanische Nacht von François Truffaut
- Preis der deutschen Filmkritik: Tschetan, der Indianerjunge von Hark Bohm
- Festival Internacional de Cine de Donostia-San Sebastián: Badlands – Zerschossene Träume von Terrence Malick (Goldene Muschel)
- Writers Guild of America Award: Save the Tiger (Bestes Originaldrehbuch-Drama), Mann, bist du Klasse! (Bestes Originaldrehbuch-Komödie), Serpico (Bestes adaptiertes Drehbuch-Drama), Paper Moon (Bestes adaptiertes Drehbuch-Komödie), Paddy Chayefsky (Lebenswerk)

## Geburtstage

### Januar bis März
Januar

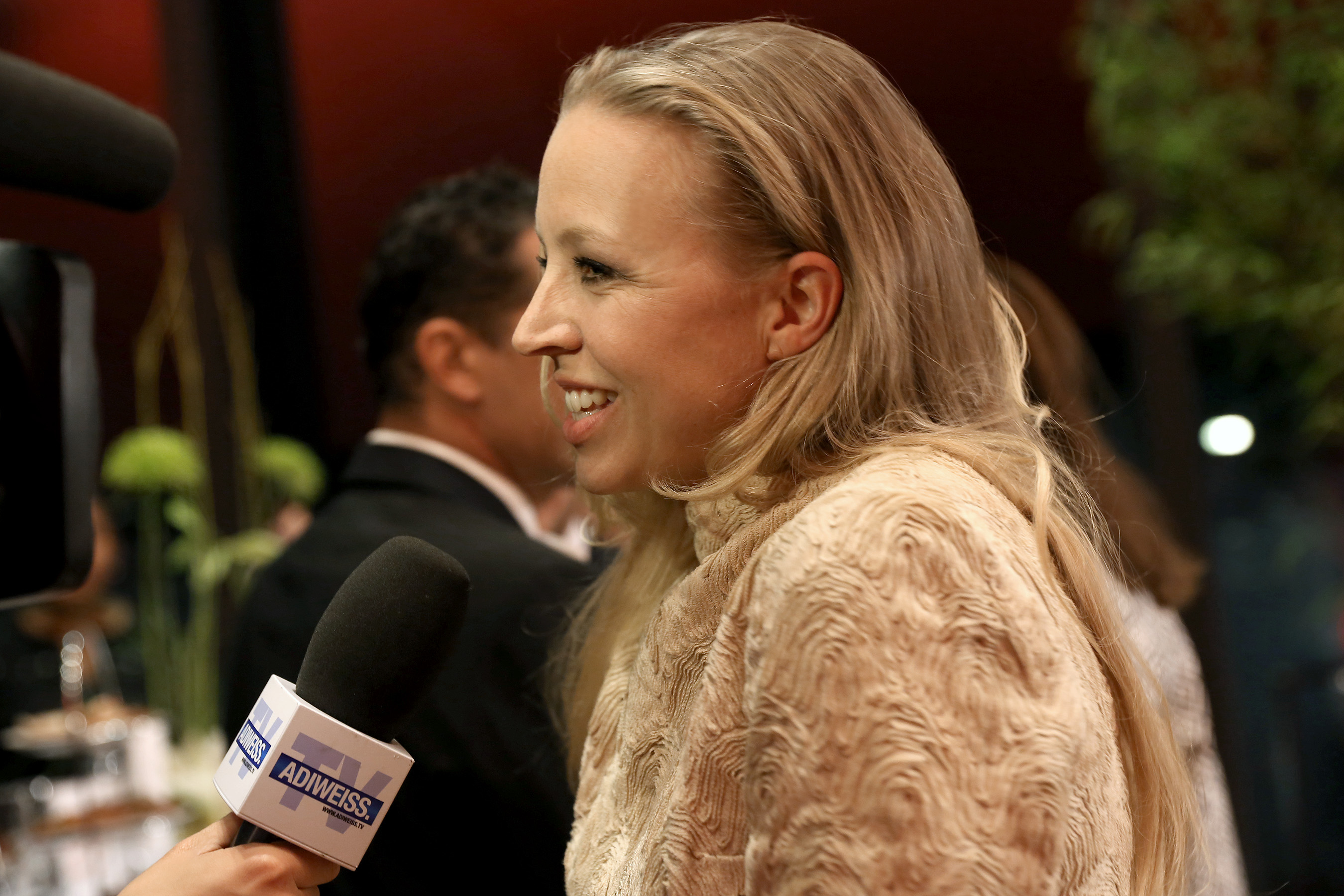
Nina Proll (* 12. Januar)

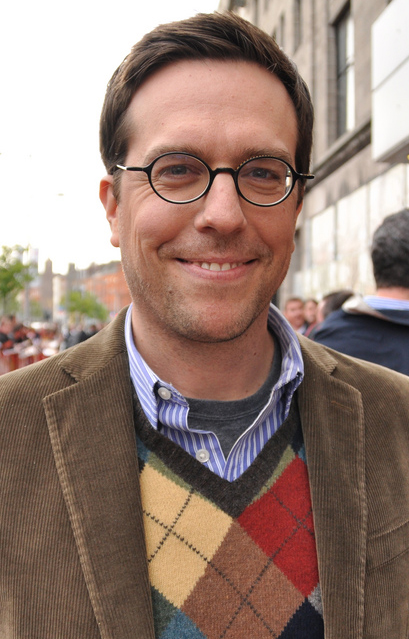
Ed Helms (* 24. Januar)

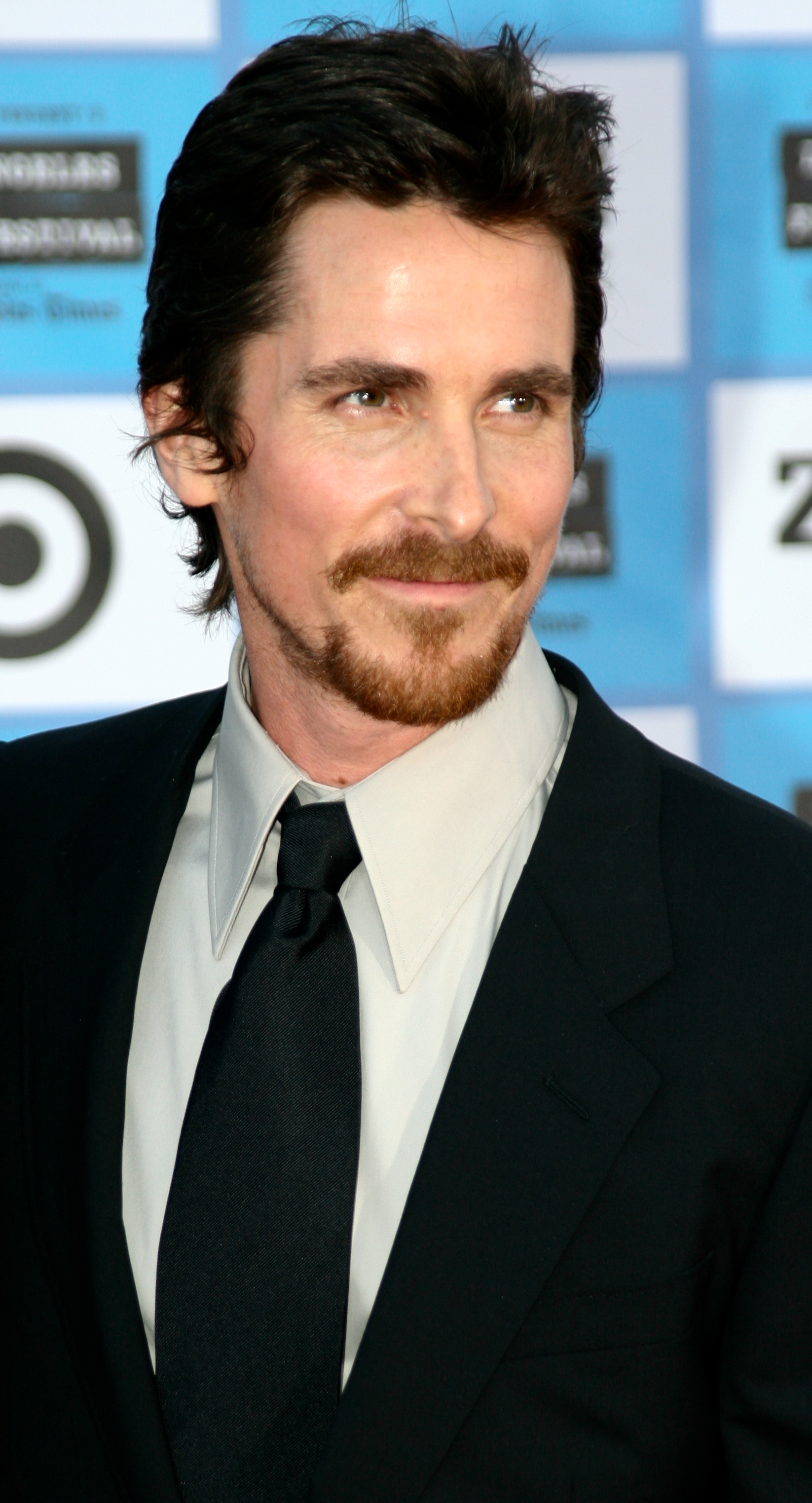
Christian Bale (* 30. Januar)

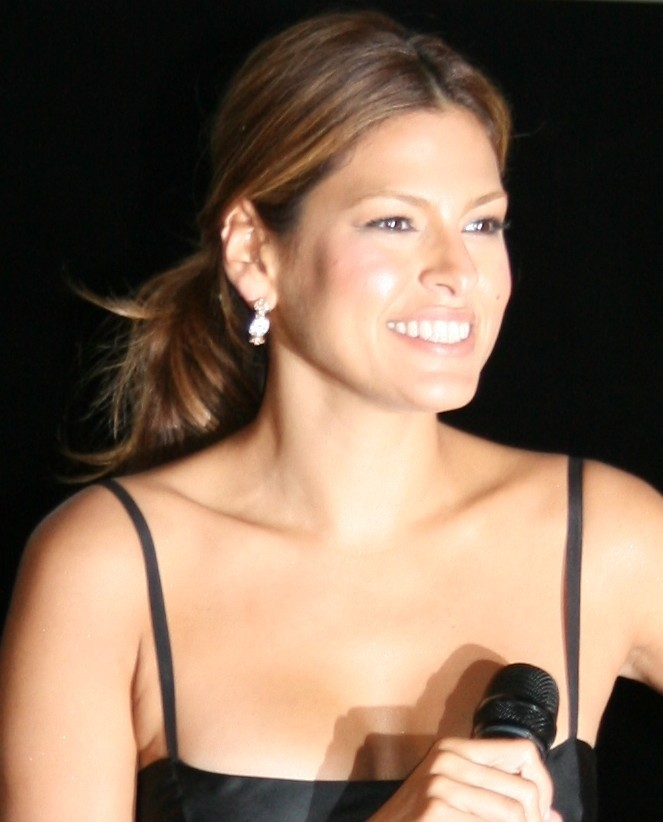
Eva Mendes (* 5. März)

- 04. Januar: Flora Montgomery, irische Schauspielerin
- 04. Januar: Sonja Richter, dänische Schauspielerin
- 06. Januar: Lee Sang-il, japanischer Regisseur
- 07. Januar: Swetlana Metkina, russische Schauspielerin
- 09. Januar: Pia Baresch, österreichische Schauspielerin
- 09. Januar: Farhan Akhtar, indischer Regisseur
- 10. Januar: Hrithik Roshan, indischer Schauspieler
- 10. Januar: Sabrina Setlur, deutsche Rapperin und Schauspielerin
- 12. Januar: Nina Proll, österreichische Schauspielerin
- 18. Januar: Maulik Pancholy, US-amerikanischer Schauspieler
- 21. Januar: Malena Alterio, argentinisch-spanische Schauspielerin
- 21. Januar: Vincent Laresca, US-amerikanischer Schauspieler
- 22. Januar: Annette Frier, deutsche Schauspielerin und Komikerin
- 23. Januar: Tiffani-Amber Thiessen, US-amerikanische Schauspielerin
- 24. Januar: Ed Helms, US-amerikanischer Schauspieler
- 28. Januar: Ty Olsson, kanadischer Schauspieler
- 30. Januar: Christian Bale, britischer Schauspieler
- 30. Januar: Maren Eggert, deutsche Schauspielerin
- 31. Januar: Andrew Lockington, kanadischer Komponist
- 31. Januar: Anna Silk, kanadische Schauspielerin

Februar
- 02. Februar: Oz Perkins, US-amerikanischer Schauspieler
- 08. Februar: Seth Green, US-amerikanischer Schauspieler
- 08. Februar: Susan May Pratt, US-amerikanische Schauspielerin
- 09. Februar: Amber Valletta, US-amerikanische Schauspielerin
- 10. Februar: Elizabeth Banks, US-amerikanische Schauspielerin
- 12. Februar: Lisa Brenner, US-amerikanische Schauspielerin
- 16. Februar: Mahershala Ali, US-amerikanischer Schauspieler und Oscarpreisträger
- 17. Februar: Jerry O’Connell, US-amerikanischer Schauspieler
- 18. Februar: Mari Morrow, US-amerikanische Schauspielerin
- 24. Februar: Bonnie Somerville, US-amerikanische Schauspielerin
- 25. Februar: Laurie Fortier, US-amerikanische Schauspielerin

März
- 01. März: Mark-Paul Gosselaar, US-amerikanischer Schauspieler
- 05. März: Eva Mendes, US-amerikanische Schauspielerin
- 05. März: Jill Ritchie, US-amerikanische Schauspielerin
- 05. März: Barbara Schöneberger, deutsche Fernsehmoderatorin, Entertainerin, Schauspielerin und Sängerin
- 07. März: Jenna Fischer, US-amerikanische Schauspielerin
- 07. März: Galder Gaztelu-Urrutia, spanischer Regisseur und Filmproduzent
- 07. März: Darryl Stephens, US-amerikanischer Schauspieler
- 08. März: Christiane Paul, deutsche Schauspielerin
- 14. März: Grace Park, kanadische Schauspielerin
- 16. März: Johan Widerberg, schwedischer Schauspieler
- 17. März: Marisa Coughlan, US-amerikanische Schauspielerin
- 18. März: Jaschka Lämmert, österreichische Theater- und Film-Schauspielerin
- 20. März: Paula Garcés, US-amerikanische Schauspielerin
- 20. März: Janine Kunze, deutsche Schauspielerin und Moderatorin
- 21. März: Laura Allen, US-amerikanische Schauspielerin
- 23. März: Anna Schudt, deutsche Schauspielerin
- 24. März: Alyson Hannigan, US-amerikanische Schauspielerin
- 25. März: Xenia Rappoport, russische Schauspielerin
- 28. März: Matthias Koeberlin, deutscher Schauspieler sowie Hörspiel- und Hörbuchsprecher

### April bis Juni
April

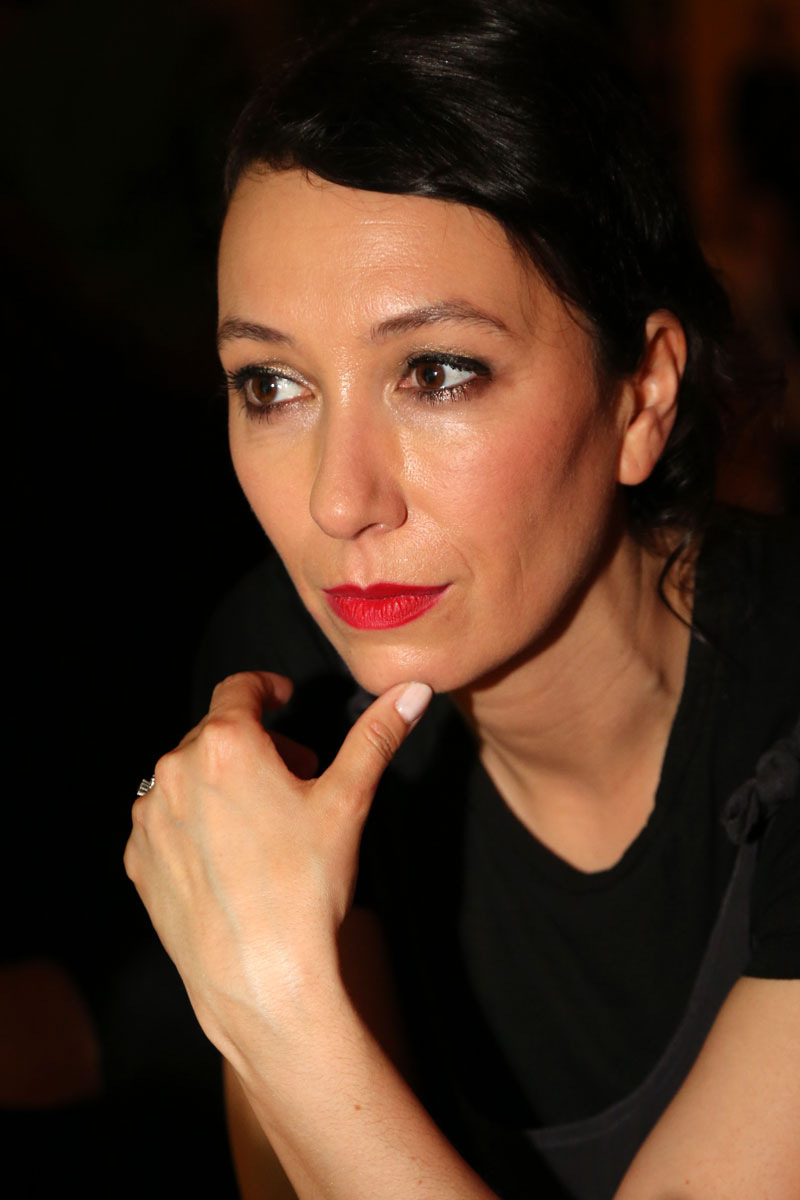
Ursula Strauss (* 25. April)

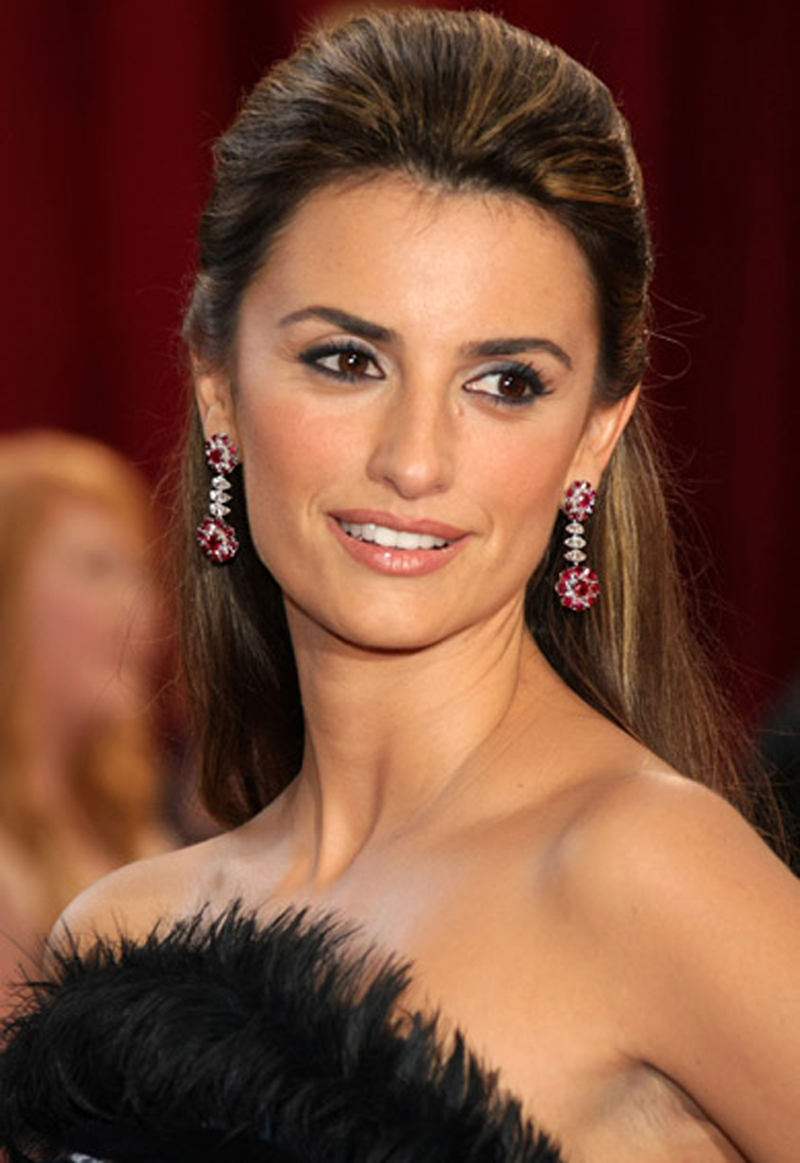
Penélope Cruz (* 28. April)

- 01. April: China Chow, britische Schauspielerin
- 08. April: Sofia Ledarp, schwedische Schauspielerin
- 11. April: Tricia Helfer, kanadische Schauspielerin
- 11. April: Natacha Régnier, belgische Schauspielerin
- 11. April: Stefanie Stappenbeck, deutsche Schauspielerin
- 12. April: Marley Shelton, US-amerikanische Schauspielerin
- 14. April: Laura Tonke, deutsche Schauspielerin
- 15. April: Danny Pino, US-amerikanischer Schauspieler
- 16. April: Valarie Rae Miller, US-amerikanische Schauspielerin
- 24. April: Derek Luke, US-amerikanischer Schauspieler
- 23. April: Barry Watson, US-amerikanischer Schauspieler
- 25. April: Sandra Borgmann, deutsche Schauspielerin
- 25. April: Mirja Regensburg, deutsche Schauspielerin und Komikerin
- 25. April: Ursula Strauss, österreichische Schauspielerin
- 28. April: Penélope Cruz, spanische Schauspielerin
- 29. April: Barbora Bobuľová, slowakische Schauspielerin

Mai
- 07. Mai: Breckin Meyer, US-amerikanischer Schauspieler
- 10. Mai: Séverine Caneele, französische Schauspielerin
- 11. Mai: Benoît Magimel, französischer Schauspieler
- 13. Mai: Brian Geraghty, US-amerikanischer Schauspieler
- 15. Mai: Jay Rodan, südafrikanischer Schauspieler
- 17. Mai: Sendhil Ramamurthy, US-amerikanischer Schauspieler
- 21. Mai: Fairuza Balk, US-amerikanische Schauspielerin
- 22. Mai: Allison Joy Langer, US-amerikanische Schauspielerin
- 24. Mai: Dash Mihok, US-amerikanischer Schauspieler
- 28. Mai: Romain Duris, französischer Schauspieler

Juni
- 06. Juni: Danny Strong, US-amerikanischer Schauspieler
- 09. Juni: Benjamin Heisenberg, deutscher Regisseur
- 12. Juni: Jason Mewes, US-amerikanischer Schauspieler
- 19. Juni: Bumper Robinson, US-amerikanischer Schauspieler
- 21. Juni: Tina Schüßler, deutsche Sängerin, Boxerin, Kickboxerin, Fernsehmoderatorin, Schauspielerin und Ringsprecherin
- 22. Juni: Donald Faison, US-amerikanischer Schauspieler
- 22. Juni: Alicia Goranson, US-amerikanische Schauspielerin
- 25. Juni: Karisma Kapoor, indische Schauspielerin
- 26. Juni: Stephan Zinner, deutscher Schauspieler
- 27. Juni: Christian Kane, US-amerikanischer Schauspieler

### Juli bis September
Juli

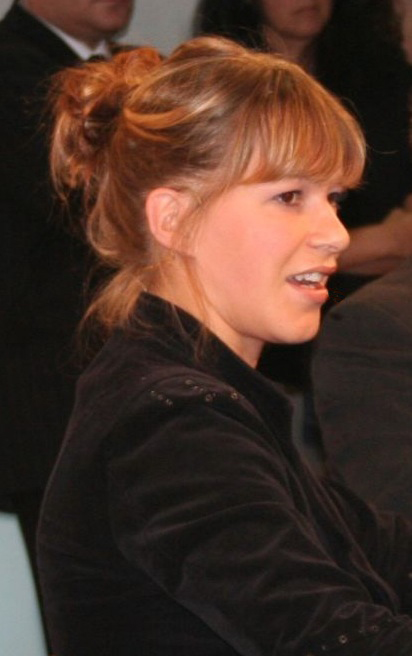
Franka Potente (* 22. Juli)

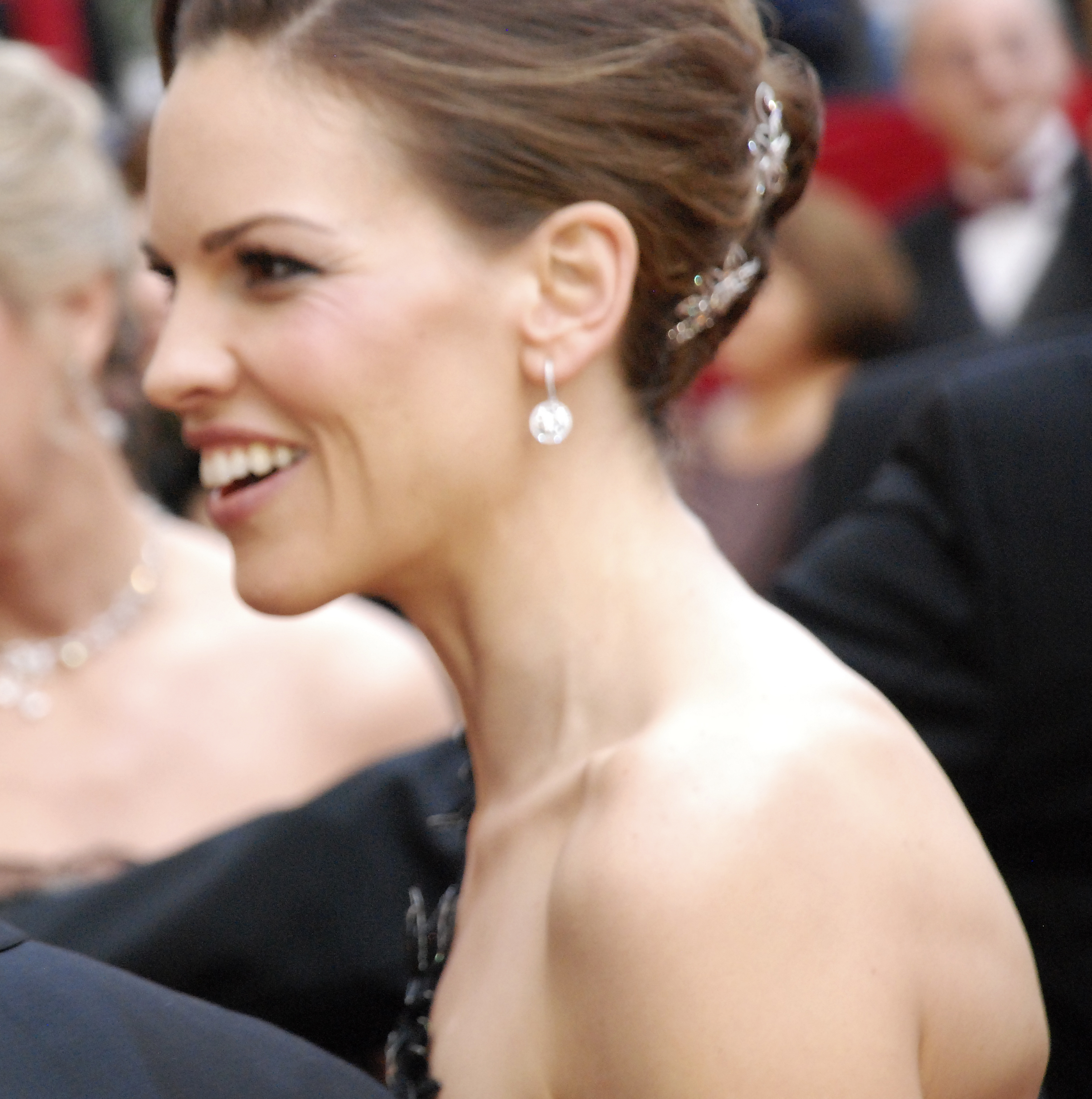
Hilary Swank (* 30. Juli)

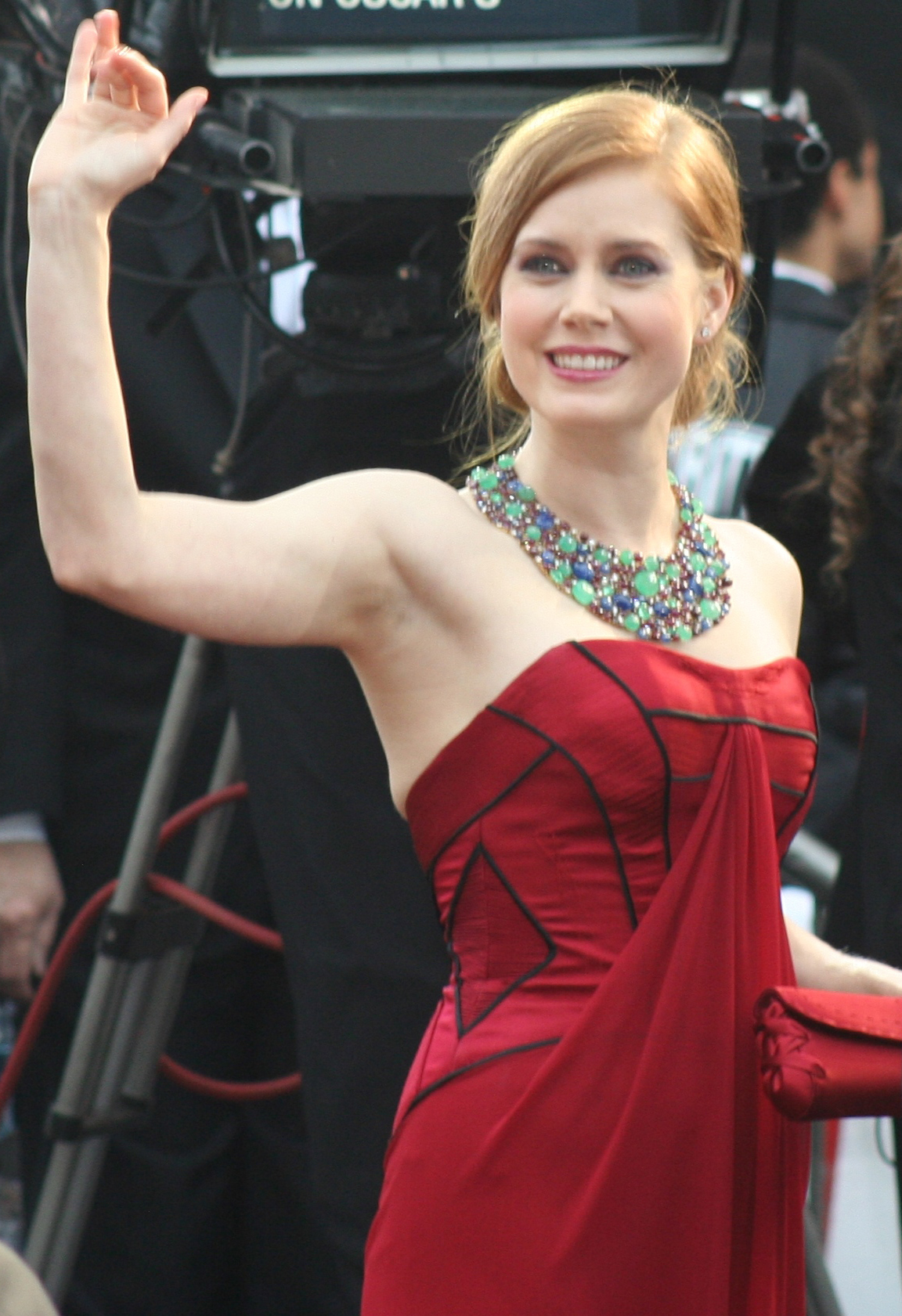
Amy Adams (* 20. August)

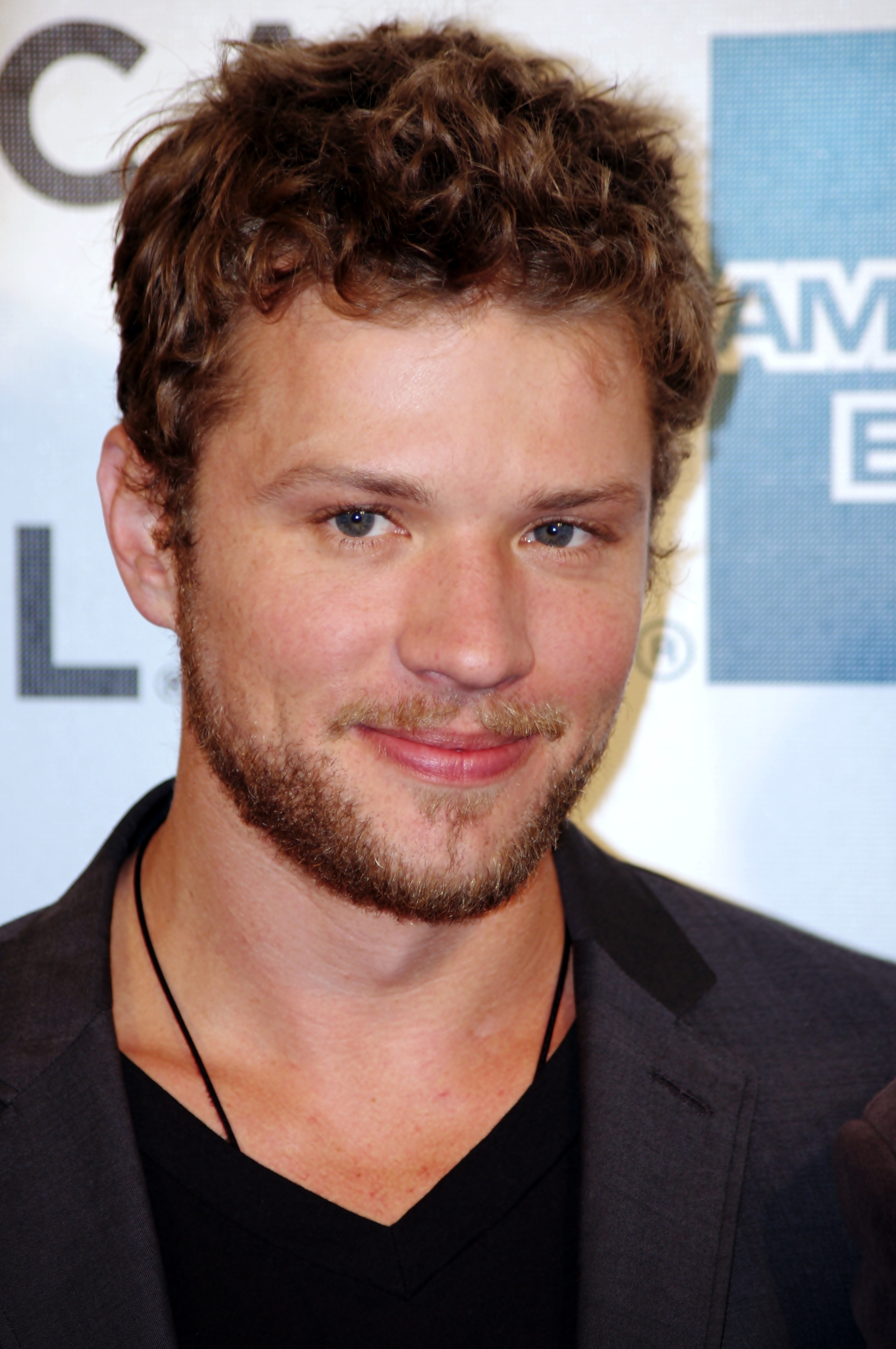
Ryan Phillippe (* 10. September)

- 02. Juli: Moon So-ri, südkoreanische Schauspielerin
- 02. Juli: Robert Thalheim, deutscher Regisseur
- 10. Juli: Chiwetel Ejiofor, britischer Schauspieler
- 12. Juli: Hayley DuMond, US-amerikanische Schauspielerin
- 14. Juli: Martina Hill, deutsche Schauspielerin und Komikerin
- 16. Juli: Chris Pontius, US-amerikanischer Schauspieler
- 21. Juli: Maggie Siff, US-amerikanische Schauspielerin
- 22. Juli: Franka Potente, deutsche Schauspielerin
- 23. Juli: Kathryn Hahn, US-amerikanische Schauspielerin
- 23. Juli: Stephanie March, US-amerikanische Schauspielerin
- 25. Juli: Jay R. Ferguson, US-amerikanischer Schauspieler
- 29. Juli: Josh Radnor, US-amerikanischer Schauspieler
- 30. Juli: Hilary Swank, US-amerikanische Schauspielerin
- 31. Juli: Emilia Fox, britische Schauspielerin

August
- 08. August: Kohl Sudduth, US-amerikanischer Schauspieler
- 09. August: Miriam Lahnstein, deutsche Schauspielerin
- 11. August: Chris Messina, US-amerikanischer Schauspieler
- 14. August: Christopher Gorham, US-amerikanischer Schauspieler
- 19. August: Caroline Vasicek, österreichische Schauspielerin
- 20. August: Amy Adams, US-amerikanische Schauspielerin
- 22. August: Jenna Leigh Green, US-amerikanische Schauspielerin
- 23. August: Ray Park, britischer Schauspieler
- 24. August: Jennifer Lien, US-amerikanische Schauspielerin
- 24. August: Daniel Zawadzki, polnischer Schauspieler und Synchronsprecher
- 25. August: Eric Millegan, US-amerikanischer Schauspieler
- 28. August: Adrián Biniez, argentinischer Regisseur und Drehbuchautor

September
- 01. September: Burn Gorman, britischer Musiker und Schauspieler
- 03. September: Clare Kramer, US-amerikanische Schauspielerin
- 04. September: Nona Gaye, US-amerikanische Schauspielerin
- 06. September: Justin Whalin, US-amerikanischer Schauspieler
- 10. September: Sarah Danielle Madison, US-amerikanische Schauspielerin
- 10. September: Ryan Phillippe, US-amerikanischer Schauspieler
- 11. September: Nike Fuhrmann, deutsche Schauspielerin
- 17. September: Raphaël Fejtö, französischer Schauspieler und Regisseur
- 17. September: Stacy Kamano, US-amerikanische Schauspielerin
- 18. September: Travis Schuldt, US-amerikanischer Schauspieler
- 19. September: Jimmy Fallon, US-amerikanischer Schauspieler
- 28. September: Geoff Zanelli, US-amerikanischer Komponist
- 29. September: Alexis Cruz, US-amerikanischer Schauspieler

### Oktober bis Dezember
Oktober

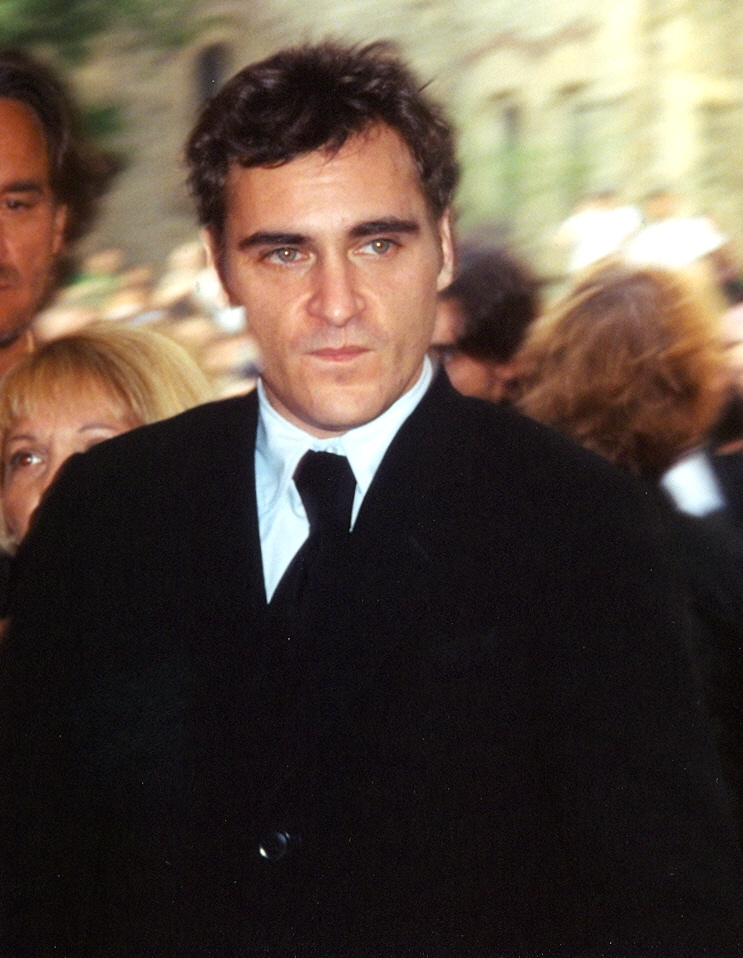
Joaquin Phoenix (* 28. Oktober)

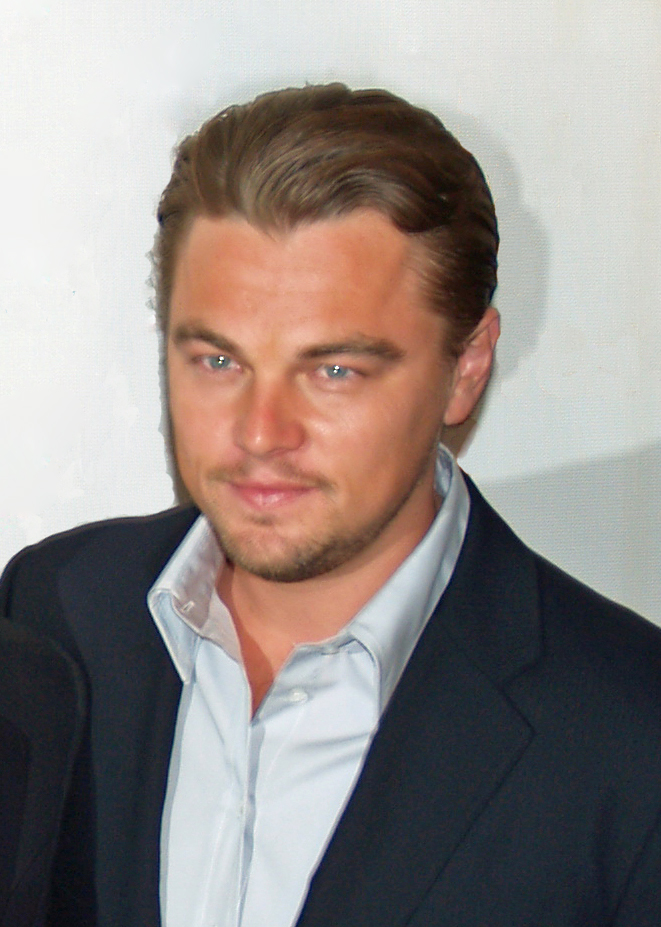
Leonardo DiCaprio (* 11. November)

- 02. Oktober: Michelle Krusiec, US-amerikanische Schauspielerin
- 06. Oktober: Jeremy Sisto, US-amerikanischer Schauspieler
- 11. Oktober: Valerie Niehaus, deutsche Schauspielerin
- 11. Oktober: Mehmet Emin Toprak, türkischer Schauspieler
- 17. Oktober: Matthew Macfadyen, britischer Schauspieler
- 24. Oktober: Joakim Nätterqvist, schwedischer Schauspieler
- 26. Oktober: Rosemarie DeWitt, US-amerikanische Schauspielerin
- 28. Oktober: Jake Kasdan, US-amerikanischer Regisseur
- 28. Oktober: Joaquin Phoenix, US-amerikanischer Schauspieler
- 30. Oktober: Marie Bierstedt, deutsche Schauspielerin
- 30. Oktober: Stipe Erceg, deutscher Schauspieler

November
- 02. November: Karin Anna Cheung, US-amerikanische Schauspielerin und Sängerin
- 06. November: Zoe McLellan, US-amerikanische Schauspielerin
- 07. November: Simone Heher, österreichische Schauspielerin
- 09. November: Giovanna Mezzogiorno, italienische Schauspielerin
- 11. November: Leonardo DiCaprio, US-amerikanischer Schauspieler
- 12. November: Lourdes Benedicto, US-amerikanische Schauspielerin
- 12. November: Tamala Jones, US-amerikanische Schauspielerin
- 14. November: David Moscow, US-amerikanischer Schauspieler
- 16. November: Brooke Elliott, US-amerikanische Schauspielerin und Sängerin
- 17. November: Leslie Bibb, US-amerikanische Schauspielerin
- 18. November: Chloë Sevigny, US-amerikanische Schauspielerin
- 20. November: Florian David Fitz, deutscher Schauspieler, Drehbuchautor und Filmregisseur
- 20. November: Kurt Krömer, deutscher Komiker, Schauspieler und Autor
- 22. November: Fabian Hinrichs, deutscher Schauspieler
- 25. November: Kenneth Mitchell, kanadischer Schauspieler († 2024)
- 27. November: Jennifer O’Dell, US-amerikanische Schauspielerin
- 30. November: Hinnerk Schönemann, deutscher Schauspieler

Dezember
- 04. Dezember: Ryan Kavanaugh, US-amerikanischer Produzent
- 16. Dezember: Frida Hallgren, schwedische Schauspielerin
- 17. Dezember: Sarah Paulson, US-amerikanische Schauspielerin
- 17. Dezember: Giovanni Ribisi, US-amerikanischer Schauspieler
- 17. Dezember: Marissa Ribisi, US-amerikanische Schauspielerin
- 19. Dezember: Jasmila Žbanić, bosnische Regisseurin
- 22. Dezember: Heather Donahue, US-amerikanische Schauspielerin
- 24. Dezember: Henny Reents, deutsche Schauspielerin
- 26. Dezember: Julia Koschitz, österreichische Schauspielerin
- 26. Dezember: Joshua John Miller, US-amerikanischer Schauspieler
- 29. Dezember: Mekhi Phifer, US-amerikanischer Schauspieler
- 29. Dezember: Ryan Shore, kanadischer Komponist

### Genaues Geburtsdatum nicht bekannt
- Denise M’Baye, deutsche Schauspielerin und Sängerin
- Aljoscha Stadelmann, deutscher Schauspieler

## Verstorbene

### Januar bis März
Januar
- 02. Januar: Ralph J. Block, US-amerikanischer Produzent, Drehbuchautor und Gewerkschaftspräsident (* 1889)
- 02. Januar: Tex Ritter, US-amerikanischer Schauspieler (* 1905)
- 03. Januar: Gino Cervi, italienischer Schauspieler (* 1901)
- 15. Januar: Charles Rosher, britischer Kameramann (* 1885)
- 31. Januar: Samuel Goldwyn, US-amerikanischer Filmproduzent (* 1879)

Februar
- 08. Februar: Fern Andra, US-amerikanische Stummfilmschauspielerin (* 1893)
- 11. Februar: Anna Q. Nilsson, schwedische Schauspielerin (* 1888)
- 23. Februar: Harry Ruby, US-amerikanischer Komponist und Drehbuchautor (* 1895)
- 25. Februar: Lothar Mendes, deutscher Regisseur (* 1894)
- 28. Februar: Russell Harlan, US-amerikanischer Kameramann (* 1903)

März
- 03. März: Barbara Ruick, US-amerikanische Schauspielerin (* 1930)
- 15. März: Paul Grupp, deutscher Kameramann (* 1904)
- 17. März: Carroll Nye, US-amerikanischer Schauspieler (* 1901)
- 28. März: Françoise Rosay, französische Schauspielerin (* 1891)

### April bis Juni
April

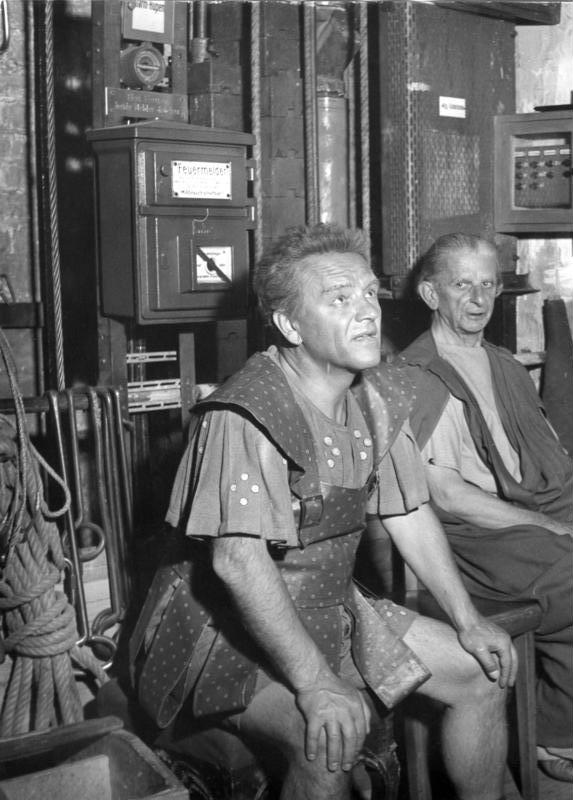
Karl Hellmer (* 18. Mai)

- 10. April: Patricia Collinge, irische Schauspielerin (* 1892)
- 18. April: Betty Compson, US-amerikanische Schauspielerin (* 1897)
- 18. April: Marcel Pagnol, französischer Schriftsteller und Regisseur (* 1895)
- 24. April: Bud Abbott, US-amerikanischer Schauspieler (* 1895)
- 27. April: Carlo Ninchi, italienischer Schauspieler (* 1896)
- 30. April: Agnes Moorehead, US-amerikanische Schauspielerin (* 1900)

Mai
- 04. Mai: Gerhard Lamprecht, deutscher Regisseur (* 1897)
- 04. Mai: John Wengraf, österreichischer Schauspieler (* 1897)
- 10. Mai: Hal Mohr, US-amerikanischer Kameramann (* 1894)
- 18. Mai: Karl Hellmer, österreichischer Schauspieler (* 1896)
- 20. Mai: Leontine Sagan, österreichische Film- und Bühnenregisseurin (* 1889)
- 25. Mai: Donald Crisp, britischer Schauspieler (* 1882)

Juni
- 04. Juni: Ernst Nebhut, deutscher Schriftsteller, Librettist und Drehbuchautor (* 1898)
- 05. Juni: José Jaspe, spanischer Schauspieler (* 1906)

### Juli bis September
Juli

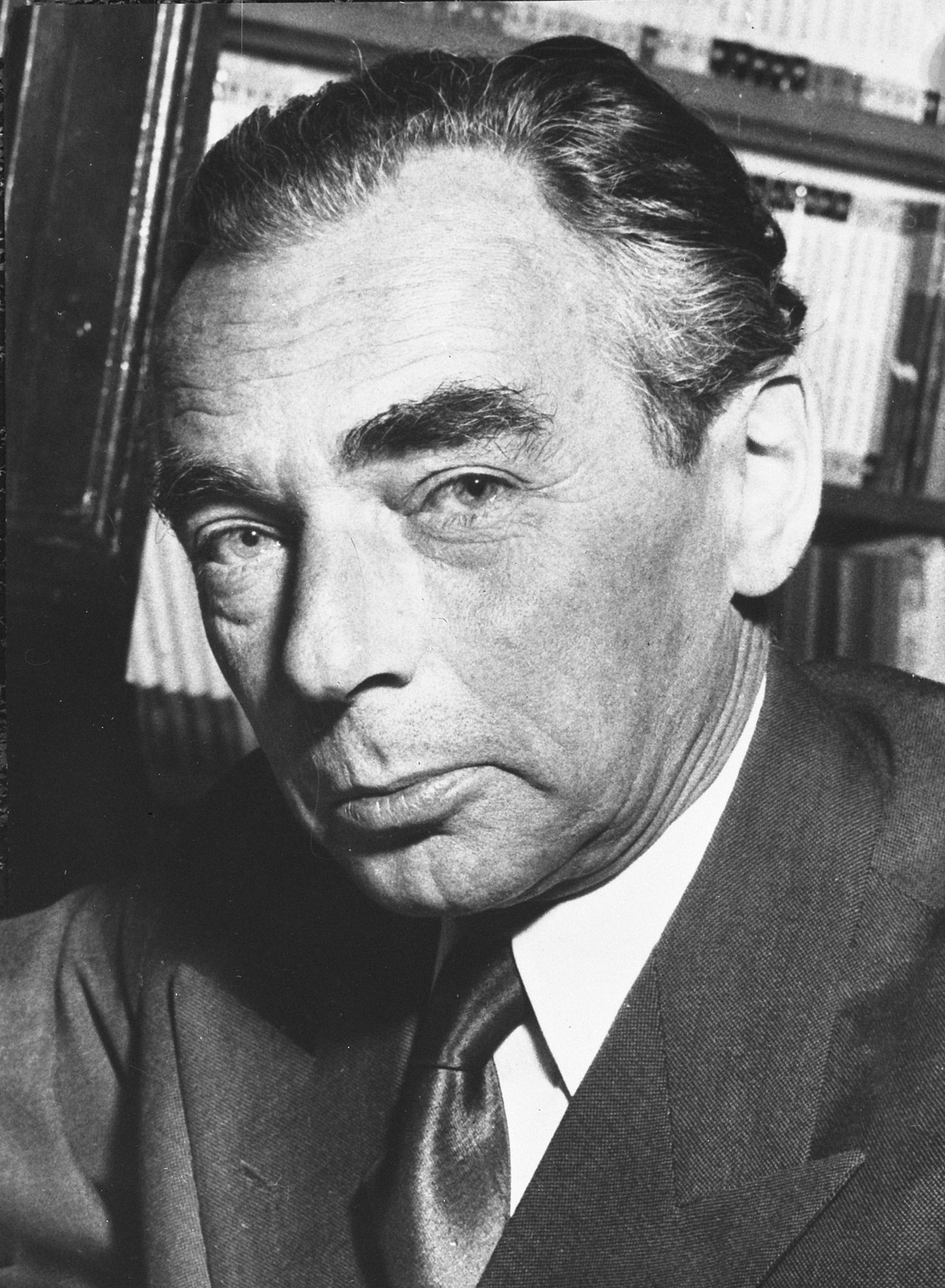
Erich Kästner (* 29. Juli)

- 07. Juli: Leon Shamroy, US-amerikanischer Kameramann (* 1901)
- 19. Juli: Joe Flynn, US-amerikanischer Schauspieler (* 1924)
- 29. Juli: Erich Kästner, deutscher Schriftsteller (* 1899)

August
- 10. August: Ivor Dean, britischer Schauspieler (* 1917)
- 20. August: Ilona Massey, US-amerikanische Schauspielerin (* 1912)

September
- 03. September: Bella Waldritter, deutsche Sopranistin und Schauspielerin (* 1886)
- 04. September: Marcel Achard, französischer Drehbuchautor (* 1899)
- 06. September: Olga Baclanova, russische Schauspielerin (* 1896)
- 06. September: Otto Kruger, US-amerikanischer Schauspieler
- 18. September: Edna Best, britische Schauspielerin (* 1900)
- 21. September: Horst Beck, deutscher Schauspieler (* 1913)
- 21. September: Walter Brennan, US-amerikanischer Schauspieler (* 1894)
- 28. September: Arnold Fanck, deutscher Regisseur (* 1889)

### Oktober bis Dezember
Oktober
- 13. Oktober: Ed Sullivan, US-amerikanischer Entertainer, Moderator und Produzent (* 1901)
- 27. Oktober: Paul Frankeur, französischer Schauspieler (* 1905)

November
- 07. November: Helene Thimig, österreichische Schauspielerin (* 1889)
- 13. November: Vittorio De Sica, italienischer Schauspieler und Regisseur (* 1901)
- 14. November: John Mack Brown, US-amerikanischer Schauspieler (* 1904)
- 15. November: Aud Egede-Nissen, norwegische Schauspielerin (* 1893)
- 17. November: Ursula Herking, deutsche Schauspielerin (* 1912)

Dezember
- 03. Dezember: Hans Leibelt, deutscher Schauspieler (* 1885)
- 05. Dezember: Pietro Germi, italienischer Regisseur (* 1914)
- 15. Dezember: Anatole Litvak, russisch-amerikanischer Regisseur (* 1902)
- 17. Dezember: Paul Mederow, deutscher Schauspieler (* 1887)
- 21. Dezember: Richard Long, US-amerikanischer Schauspieler (* 1927)
- 26. Dezember: Farid el Atrache, syrisch-ägyptischer Sänger, Komponist und Schauspieler (* 1915)
- 26. Dezember: Jack Benny, US-amerikanischer Komiker (* 1894)